# ریشتدت
ریشتدت (به آلمانی: Ristedt) یک منطقهٔ مسکونی در آلمان است که در کلوتزه واقع شده‌است. ریشتدت ۲۴۱ نفر جمعیت دارد.